# Only Silence Among the Filthy
Only Silence Among the Filthy – album studyjny Deutsch Nepal, wydany w 1994 roku przez wytwórnię Old Europa Cafe. 

## Lista utworów
1. "Temples of Death" - 4:52
2. "Only Silence Among the Filthy" - 6:46
3. "The Since Long Lost Lust" - 5:02
4. "9 O'Clock Mass" - 6:18
5. "Tribe Assembly" - 5:27
6. "In Search of Your Soul" - 6:37
7. "Message 777" - 1:53
8. "Brainpiercing" - 1:58
9. "Bowie Electric" - 5:01